# William Gustavo
William Gustavo Constancio (Limeira, 9 gennaio 1992) è un ex calciatore brasiliano, di ruolo difensore.

## Carriera
Ha giocato 6 partite nella massima serie portoghese.

## Palmarès

### Competizioni statali
- Campionato Piauiense: 1

Altos: 2018

### Competizioni nazionali
- Campionato estone: 1

Kalju Nõmme: 2018